# Robert Kurtzman
Robert Kurtzman (Crestline, 25 novembre 1964) è un regista, produttore cinematografico e creatore di effetti speciali statunitense.

## Carriera
Kurtzman iniziò la sua carriera nel 1984 quando si trasferì dalla sua città natale di Crestline in Ohio, a Hollywood in California, per trovare uno sbocco lavorativo nel suo interesse per gli effetti speciali.
Nel 1988, al fianco di Greg Nicotero ed Howard Berger, formò il K.N.B. EFX Group, uno studio di effetti speciali che vanta la fama di aver lavorato in oltre 400 pellicole e progetti televisivi. La K.N.B. ha vinto numerosi premi, incluso un Emmy Award nel 2001 per il loro lavoro sulla miniserie TV fantascientifica Dune - Il destino dell'universo. Il team fu nominato all'Oscar nel 2006 per il trucco di Le cronache di Narnia - Il leone, la strega e l'armadio.
Dopo essersi fatto notare nel campo degli effetti speciali, Kurtzman iniziò a dirigere e produrre film. Il suo primo lavoro fu Dal tramonto all'alba, per il quale scrisse il copione originale, fece da co-produttore e creò gli effetti speciali. The Demolitionist divenne noto come il debutto cinematografico del regista. Diresse anche Wishmaster - Il signore dei desideri, nel quale ebbe anche un cameo.
Nel 2002, Kurtzman ha abbandonato la K.N.B. EFX Group. Kurtzman e sua moglie, Anne, si trasferirono con la famiglia di nuovo a Crestline, in Ohio, e aprirono la loro compagnia di produzione, la Precinct 13 Entertainment, un chiaro riferimento a Distretto 13: le brigate della morte di John Carpenter, film che il produttore ha spesso cercato di imitare (la trama del suo primo lavoro, Dal tramonto all'alba, sembra infatti ricalcare la seconda parte di Distretto 13). Fondata nel 2003, la Precinct 13 è una casa di produzione di effetti speciali per il cinema e la televisione. Nel 2006, essi hanno prodotto il loro primo film intitolato The Rage.

## Filmografia

### Truccatore
- Dimensione terrore (1986)
- La casa 2 (1987)
- Terrore senza volto (1987)
- Nightmare 5 - Il mito (1989)
- Non aprite quella porta - Parte 3 (1990)
- I delitti del gatto nero (1990)
- Re-Animator 2 (1990)
- Scappatella con il morto (1990)
- Misery non deve morire (1990)
- La casa nera (1991)
- L'armata delle tenebre (1992)
- Come difendersi dalla mamma (1993)
- Pulp Fiction (1994)
- Nightmare - Nuovo incubo (1994)
- Vampiro a Brooklyn (1995)
- Il seme della follia (1995)
- Il signore delle illusioni (1995)
- Dal tramonto all'alba (1996)
- Scream (1996)
- DNA - Una storia che non deve accadere (1997)
- Spawn (1997)
- Boogie Nights - L'altra Hollywood (1997)
- Wishmaster - Il signore dei desideri (1997)
- Vampires (1998)
- Cose molto cattive (1998)
- Soldi sporchi (1998)
- The Faculty (1998)
- Dal tramonto all'alba 2 - Texas, sangue e denaro (1999)
- Il mistero della casa sulla collina (1999)
- Il miglio verde (1999)
- Dal tramonto all'alba 3 - La figlia del boia (2000)
- Spy Kids (2001)
- Animal (2001)
- Rat Race (2001)
- Fantasmi da Marte (2001)
- I 13 spettri (2001)
- Vanilla Sky (2001)
- Austin Powers in Goldmember (2001)
- Il cacciatore delle tenebre (2002)
- Identità (2003)
- Bad Boys II (2003)
- C'era una volta in Messico (2003)
- The Rage (2006)
- Cherry - Innocenza perduta (Cherry), regia di Anthony e Joe Russo (2021)

### Effetti speciali
- La regina dell'inferno (1989)
- Creatura degli abissi (1989)
- La casa 7 (1989)
- Nightmare 5 - Il mito (1989)
- Halloween 5: The Revenge of Michael Myers (1989)
- Tremors - Tremori (1990)
- Re-Animator 2 (1990)
- Balla coi lupi (1990)
- L'armata delle tenebre (1992)
- Body Bags - Corpi estranei - film TV (1993)
- Jason va all'inferno (1993)
- Signore delle illusioni (1995)
- Little Nicky - Un diavolo a Manhattan (2000)
- Dune il destino dell'universo (2000)
- Evolution (2001)
- Cabin Fever (2002)
- Hulk (2003)

### Effetti visivi
- Hostel (2005)
- The Rage (2006)

### Regista
- The Demolitionist (1995)
- Wishmaster - Il signore dei desideri (1997)
- The Rage (2006)
- Buried Alive (2007)

### Sceneggiatore
- The Demolitionist (1995)
- Dal tramonto all'alba (1996)
- The Rage (2006)

### Produttore
- Dal tramonto all'alba (1996)
- The Rage (2006)

### Attore
- Dimensione terrore (1987)
- Wishmaster - Il signore dei desideri (1997)

### Direttore della fotografia
- The Rage (2006)

### Coordinatore degli stunts
- Formula per un delitto